# Ганзейский Парламент

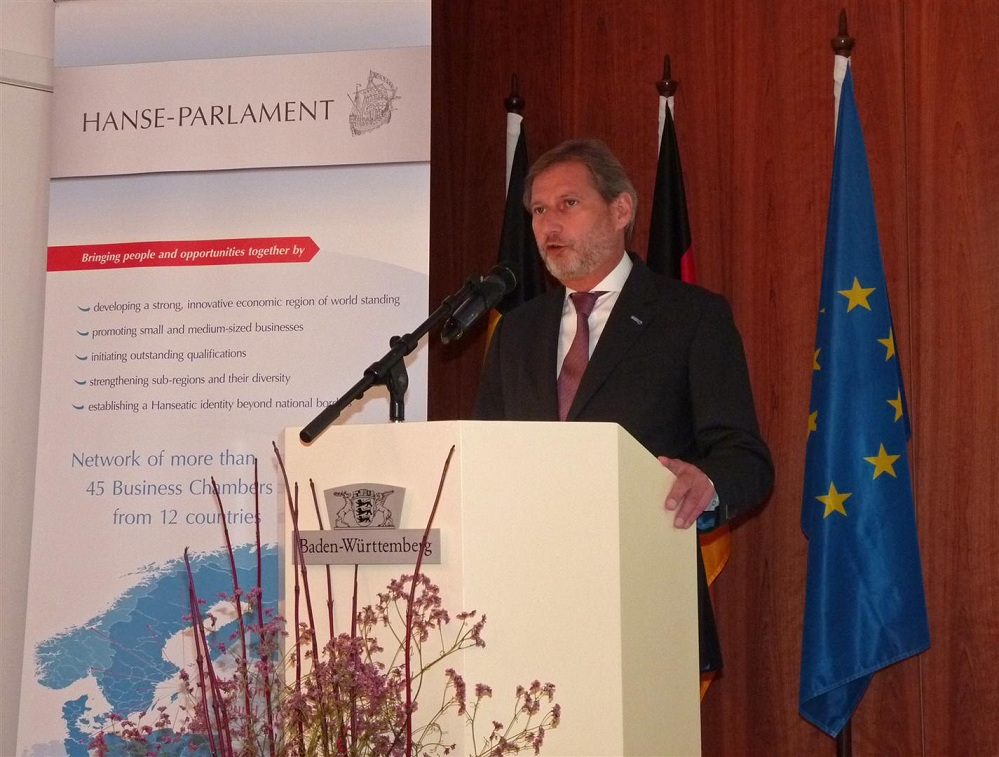
Комиссар ЕС Йоханнес Хан на общем собрании Ганзейского Парламента в 2012 году

Ганзейский Парламент (нем. Hanse Parlament) — это объединение более чем 50 торговых ассоциаций (ремесленных палат, торговых палат и других подобных организаций) в регионе Балтийского моря, общей целью которых является продвижение малого и среднего бизнеса, в частности в сферах квалификации персонала, исследований и инноваций. Ганзейский парламент тесно сотрудничает с правительственными органами в странах-участниках, являясь  при этом некоммерческой неправительственной организацией.
Сотрудничество членов Ганзейского Парламента началось в начале 1990-х годов, а в 1994 году началась реализация первых проектов, финансируемых ЕС. После расширения ЕС на восток в 2004 году укрепилось сотрудничество с восточными странами региона. Члены Ганзейского Парламента представляют 11 стран: Норвегию, Швецию, Финляндию, Россию, Эстонию, Литву, Латвию, Белорусь, Польшу, Данию и Германию. Первоначально головной офис организации был расположен в Копенгагене, но затем был перенесен в Гамбург.
Примером для организации стал средневековый Ганзейский Союз, однако ее деятельность ограничивается регионом Балтийского моря, тогда как Ганзейский Союз имел гораздо более широкую сферу влияния. Ганзейский Парламент стремится поддерживать общую идентичность в регионе Балтийского моря, в частности с помощью ежегодной Ганзейской конференции, на которой ученые, политики и представители бизнеса обсуждают вопросы, связанные в том числе с культурой.
Организация руководит несколькими проектами, финансирующимися Евросоюзом, в частности ключевыми проектами в рамках Стратегии ЕC для региона Балтийского моря, инициированной в 2009 году. В 2010 году Ганзейский Парламент основал Академию Балтийского моря, некоммерческое объединение 15-ти научных учреждений, совместной целью которых является налаживание контакта между научно-исследовательскими организациями и малым и средним бизнесом.

## Ганзейская Конференция
Ганзейский Парламент проводит на ежегодной основе «Ганзейскую конференцию», двухдневное мероприятие, в рамках которого около 120 представителей бизнеса, науки и политики обсуждают вопросы, связанные с малым и средним бизнесом, а также с культурным сотрудничеством и макрорегиональным развитием региона Балтийского моря. После нескольких презентаций проводятся круглые столы, на которых участники разрабатывают сценарии будущего. Данные встречи привлекают авторитетных спикеров, таких как комиссар ЕС Гюнтер Эттингер в 2011 году, комиссар ЕС Йоханнес Хан в 2012 году, комиссар ЕС Альгирдас Шемета и министр обороны Латвии Артис Пабрикс в 2013 году. По завершении конференций Академия Балтийского моря издает книгу, в которой собраны презентации, научные доклады и результаты дискуссий.